# Prostheclina eungella
Prostheclina eungella là một loài nhện trong họ Salticidae.
Loài này thuộc chi Prostheclina. Prostheclina eungella được Richardson & Marek Żabka miêu tả năm 2007.